# M&i-Fachklinik Bad Liebenstein
Die m&i-Fachklinik Bad Liebenstein ist eine Fachklinik für Rehabilitation mit Sitz in Bad Liebenstein, Thüringen. Zu den Leistungen zählen die Neurologische Frührehabilitation nach Phase B, weiterführende Neurorehabilitationen (Phase C und D) sowie Rehabilitationen in der Orthopädie, Unfallchirurgie, Kardiologie und Innere Medizin. Die Klinik gehört der m&i-Klinikgruppe Enzensberg an.

## Geschichte
Im Jahr 1993 erfolgte die Inbetriebnahme des Krankenhauses an acht Standorten des ehemaligen Volksheilbades Bad Liebenstein. Bereits zwei Jahre später zog die Klinik aus allen acht Häusern in den neu errichteten Klinikbau am heutigen Standort, damals mit den Fachabteilungen der Kardiologie und Orthopädie. Die Neurologie erweiterte 1997 das Indikationsspektrum der Klinik, genauso wie ein Kooperationsvertrag mit der Friedrich-Schiller-Universität Jena und die Zulassung zur Durchführung teilstationärer Rehabilitationen. Die Zulassung zur Behandlung neurologischer Patienten der Phase B (Frührehabilitation) wurde erst 2001 erteilt, einher ging die Eröffnung der akutmedizinischen Station mit 31 Betten.
2003 erfolgte die Zulassung zur Abgabe ambulanter Leistungen als Praxis für Physiotherapie, Ergotherapie und Logopädie, 2005 wurde feierte die Klinik 10-jähriges Jubiläum. Durch die Firma TOP Services erhielt die Klinik 2009 eine 5-Sterne Bewertung für Servicequalität. Im Jahr 2010 wurde sie Partnerklinik der Berufsgenossenschaftlichen Unfallklinik Frankfurt am Main für die Nachsorge von Unfallpatienten. Ein weiterer Neubau für die Frührehabilitation Phase B wurde 2011 eröffnet, im selben Jahr erfolgte die Zertifizierung durch Q-Reha. Das 20-jährige Jubiläum feierte die Klinik im Jahr 2015. 2017 wurde das Krankenhaus als Plankrankenhaus im 7. Thüringer Krankenhausplan aufgenommen, vorerst nur mit der neurologischen Frührehabilitation. Erweitert wurde diese Station 2018 durch eine Station für beatmungspflichtige Patienten.

## Fachbereiche
- Neurologische Frührehabilitation Phase B
- weiterführende Neurorehabilitation
- Rehabilitationen im Bereich Orthopädie/Unfallchirurgie
- Rehabilitationen im Bereich Kardiologie/Innere Medizin

### Sonstige Einrichtungen
- Schlaganfallbüro Südwestthüringen